# Růst a nedostatečné investice
Růst a nedostatečné investice (anglicky „Growth and Underinvestment“) je jeden z archetypů systémové dynamiky. Systémové archetypy jsou opakující se struktury (vazby), které jednodušeji vysvětlují chování komplexního systému. Stejně jako jiné systémové archetypy představuje Růst a nedostatečné investice zjednodušenou strukturu, se kterou se lze setkávat v lidském životě, zejména v organizacích. 

## Archetyp ve zkratce
Chování: Dramatický růst se náhle zpomaluje, nebo se otáčí. Zvyšuje se úsilí o obnovu růstu, ale vždy se zpomalí a nikdy nedosáhne svého potenciálu. 
Model v čase: Přerušovaný růst, zbývající hluboko pod potenciálem.
Doporučené zásahy: Dodržovat limity a investovat v předstihu, aby byla dostatečná připravenost reagovat na budoucí poptávky. Rozpoznat kritické výkonnostní normy a držet se jich.

## Teoretický popis
Růst a nedostatečné investice je archetyp, který věnuje zvláštní pozornost plánování limitů. V tomto případě jsou to schopnosti a klíčové kompetence, které dávají firmám jejich konkurenční výhodu. To je nedílnou součástí strategického plánování, jakož i vnitřní politiky struktury.
Růst a nedostatečné investice můžeme například názorně sledovat v rostoucích a rozšiřujících se společnostech, které při nedostatku investic ztrácejí schopnost uspokojovat zvyšující se poptávku a často tak krachují. Přitom investicemi může být například zvyšování kapacit, školení a vzdělávání personálu, zkvalitňování služeb či zlepšování organizačních struktur. Pokud má být organizace úspěšná a chce počítat se zvyšující se poptávkou, pak na to také musí být řádně připravena.
Symptomem včasného varování je status firmy: „Nuže, bývali jsme nejlepší a nejlepší opět budeme, avšak dnes musíme šetřit zdroji a nepouštět se do přílišných investic.“

Archetyp Růst a nedostatečné investice vychází ze struktury „Meze růstu“ (anglicky „Limits to growth“). Tento archetyp lze rozlišit podle vlastností externího standardu: 
1. Pokud je limit v podobě nedostatečné kapacity, pak se jedná o "Růst a nedostatečné investice se stanoveným standardem".
2. V případě, že existuje omezení standardu, pak se jedná tendence klesajícího standardu ("Růst a nedostatečné investice s klesajícím standardem"). K tomuto typu archetypu navazuje struktura „Eroze cílů“ (anglicky „Eroding goals“).

Naprostá většina firem, ne-li každá, má za cíl maximalizovat svůj zisk, s tím souvisí i rostoucí poptávka úspěšných společností a podnikatelů. V případě, že se stává firma více úspěšnou a podcení potřebu nových investic, pak lze očekávat, že bude růst nespokojenost zákazníků, budou nedostatečné kapacity a firma se bude velmi rychle propadat. Toto chování nelze zachránit ničím jiným než právě novými investicemi. Nelze očekávat, že zklamaní zákazníci se do firmy ihned vrátí po tomto neúspěchu, proto je vhodnější této situaci předejít a investice nepodceňovat. Žádné množství rostoucí akce nepřekoná neochotu zákazníků, pokud jsou jejich potřeby a očekávání nebudou splněny. Klesající výkonnost vede k poklesu příjmů, které omezují dostupné finance pro investice.
Rostoucí akce, která zahajuje tuto strukturu, ovlivňuje zvýšení současného stavu. Zvýšení současného stavu pak ovlivňuje více rostoucí akci, produkující posilující vlastnost. Jak se současný stav pohybuje v požadovaném směru, ovlivňuje rovněž nárůst zpomalující akce. Toto zpomalení následně brání migraci současného stavu v požadovaném směru.
Tento systém by byl schopný růst více, pokud by zpomalení bylo omezeno. Vzhledem k tomu, že zpomalení interaguje s definovaným standardem, je zde vyvinuta pociťovaná potřeba, která má vliv na vývoj něčeho, co bude fungovat jako zpomalení, díky němuž se po nějakém zpoždění sníží zpomalení. Nepříjemná součást této struktury je právě zpoždění, které je spojené s vyhýbáním se zpomalení v interakci se zpomalením.
Zpomalení pracuje v kratším časovém horizontu a snižuje současný stav, snižuje tak i akci zpomalení a eliminuje pociťovanou potřebu. Jako takový je systém omezen ve svém růstu, protože pociťovaná potřeba je narušena vlastními akcemi systémy.

## Vlastnosti a chování archetypu
Archetyp Růst a nedostatečné investice je rozvinutá verze archetypu „Meze růstu“, zde však není daná předem stanovená mezní hranice, ale omezení systému Růst a nedostatečné investice se dynamicky rozvíjí podle velikosti a rychlosti růstu struktury.  
Je zde dlouhodobý požadavek, aby se udržovaly i nadále schopnosti a klíčové kompetence na úrovni, která zajistí konkurenční výhodu. Existuje několik vlastností investiční rovnovážné smyčky, které jsou důležité z pohledu manažerského rozhodování:
1. I přesto, že výkonnostní standardy jsou prezentovány jako konstanta (nepracují na nich kauzální vlivy), samy mohou podléhat archetypu „Eroze cílů“. Toto může být situační, nebo to může být trend, který se vyvíjel po dlouhou dobu, během které organizace ztrácí důvěru ve své schopnosti uspokojovat potřeby a očekávání zákazníků.
2. Když jsou spolu s firemní aktuální výkonností spojeny výkonnostní standardy, je vyvíjen neblahý vliv na vnímanou potřebu investic. Pokud při daných normách výkonnosti (bez ohledu na klesající trend) zaostává současná výkonnost, pak rčení: “proč vyhazovat dobré peníze za špatné“, získává pozornost v rámci organizace.
3. Jak klesá důvěra zákazníků, stejně tak mohou klesat i samotné investice. Kromě toho klesající výkon vede k poklesu příjmů, čímž se snižují finance pro investice.
4. V případě, že organizace udělá investici a nepředpokládá se a nepočítá se zpožděním, pak to může vést k pozastavování dalších investic či dokonce jejich úplnému ukončení. Proto je investice nutné předvídat dopředu a nikoli až když je jich skutečně potřeba.

### Chování v čase
Data, která ukazují současně klesající výkon a růst tak, že míra investic zpomaluje nebo klesá, může signalizovat, že se jedná o archetyp Růst a nedostatečné investice. Obdobně není neobvyklé pro erodování výkonnostních standardů to, že se zvyšuje stupeň obtížnosti v dosažení těchto standardů.
Pokud poptávka převyšuje kapacitu, může dojít ke snížení výkonu a zranění poptávky. Pokud tato dynamika není včas rozpoznána, pokles poptávky pak může být použit jako důvod proč neinvestovat do potřebné kapacity. Znalost tohoto archetypu by měla být používána pro zajištění, že na investiční rozhodnutí bude nahlíženo z pohledu z nové perspektivy, než že se bude společnost spoléhat jen na minulá rozhodnutí.

### Diagram kauzálních smyček
Systém je pro představu vhodnější znázornit v tzv. „diagramu kauzálních smyček“ (anglicky „casual loop diagram“), který zobrazuje stavy a jejich vzájemné vztahy (strukturu).
V diagramu kauzálních smyček rozlišujeme jednotlivé smyčky na tzv. „posilující“ (anglicky „reinforcing loops“), které se značí písmenem „R“ nebo znaménkem „+“ a „rovnovážné/stabilizační“ (anglicky „balancing loops“), které značíme písmenem „B“ nebo znaménkem „-“. 
Archetyp Růst a nedostatečné investice se skládá celkem ze tří smyček, z toho první smyčka „R1“ pohání růst ukazatele výkonnosti a vedlejší smyčka „B1“ jde proti tomuto růstu a vyvažuje současný stav. Do třetí rovnovážné smyčky „B2“ vstupuje standard (obvykle externí) posilující pociťovanou potřebu. Čím větší je omezující faktor, tím větší je snaha vyrovnat se standardu, takže se zvyšuje tlak na aktivitu, která by eliminovala omezující faktor. 

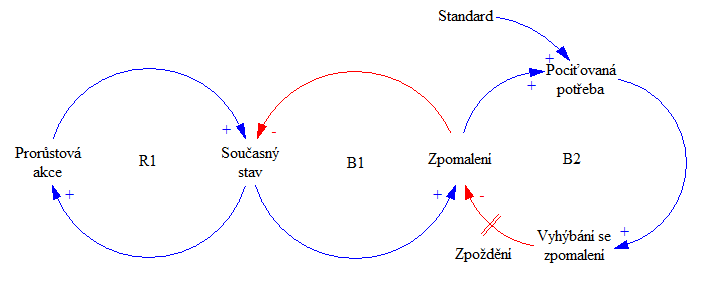
Diagram kauzálních smyček archetypu Růst a nedostatečné investice

## Příklady archetypu

### Firma obecně
V obchodním kontextu může marketing vytvářet poptávku. Když se marketingové úsilí podaří, obvykle je požadavkem budovat další marketing a posílit tak pozici na trhu ještě více. 
Obtíže se začnou objevovat, když poptávka začne narážet na omezení z hlediska nějaké kapacity. Větší poptávka povede k požadavku na více produktů, které mají být odeslány a když poptávka dojde na konec a překročí kapacitu, bude to mít za následek delší lhůtu dodání produktu. Delší dodací doba je v pořádku jen tak dlouho, pokud je to méně, než tolik, kolik je přijatelné pro trh. Pokud dodací doba překročí přijatelnou lhůtu, pak začne ovlivňovat i poptávku.

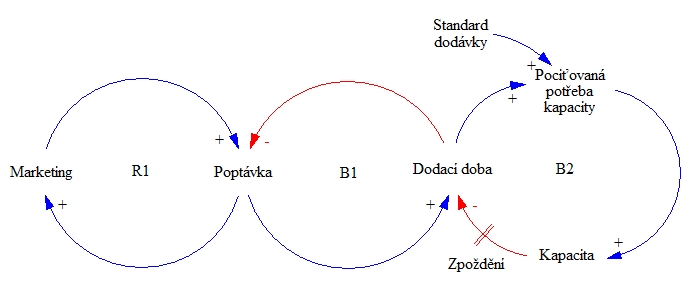
Růst a nedostatečné investice příklad firmy

Jakmile dodací lhůta reaguje s dodacím standardem, přidá se k pociťované potřebě kapacity. Protože kapacita je něco, co obvykle vyžaduje značné investice a potřebuje čas na rozvoj, tak je tu zpoždění spojené s jeho zvýšením. Kvůli tomuto zpoždění je docela možné, že v době, kdy kapacita byla zvýšena na kratší dodací lhůty, bude vyloučeno zvýšení poptávky vytvořené marketingovými aktivitami.
Pokud takhle vydrží společnost zarytě jednat příliš dlouho a bude i nadále otálet s investicemi, pak se poptávka zcela rozptýlí mezi konkurenci a často je na tuto situaci pak nahlíženo tak, že odhadovali správně, že nebylo navýšení kapacit vůbec potřeba. Ovšem si již neuvědomí ztrátu prodejů, které by navýšením kapacity bývali získali.

### Zánik letecké společnosti People Express
Zánik letecké společnosti „People Express“ je široce připisován selhání růstu zákaznických služeb tak, že nebyla schopna udržet krok s růstem ostatních leteckých společností.
V 80. letech vybudovala letecká slevová společnost s názvem People Express enormní poptávku v leteckém cestovním ruchu. Cestující milovali ceny a obléhali bez přestání pokladny a výnosy se jen hrnuly. 
Avšak People Express přehlédl nutnost zachovat kvalitu služeb souběžně s trasami a letadly. Raději než aby vložili zdroje do náborů a školení, což by znamenalo buď pomalejší růst, nebo mírně vyšší jízdné, tak se společnost pokoušela "přerůst" své problémy. 
Vzhledem k tomu, že cíle kvality služeb erodovaly, morálka zaměstnanců se zhoršila. Aby People Express udržel krok s pokračujícím tlakem, spoléhal se více na "řešení" držet se mimo investice do služeb. Nakonec úroveň služeb byla nesnesitelně nízká a zákazníci opustili pokladny společnosti People Express. Cena akcií klesla a aktiva společnosti byla odkoupena jinou leteckou společností.

### Učení bez učitele
Snažit se naučit hrát na kytaru (nebo jakékoliv jiné dovednosti ve volném čase) bez učitele šetří peníze v krátkodobém horizontu při nedostatečných investicích, ale požadované znalosti není nikdy dosaženo (tak jako by bylo s učitelem), což vede k nenaplněnému očekávání, deziluzi a zájem o cvičení hře na kytaru postupně mizí.

### Soukromá ordinace
Akcionáři zachází zastarale s obchodní firmou jako se zdrojem příjmů pro jejich rodiny. Zde je obvykle napětí mezi touhou odstranit zisky z ordinace a investovat je do infrastruktury, zejména technologií. V průběhu doby se výkon snižuje tak, že pacienti zjistí, že je stále obtížnější dostat péči v ordinaci, většinou z provozních důvodů (i když mohou být rovněž ovlivněna klinická zařízení a technologie).

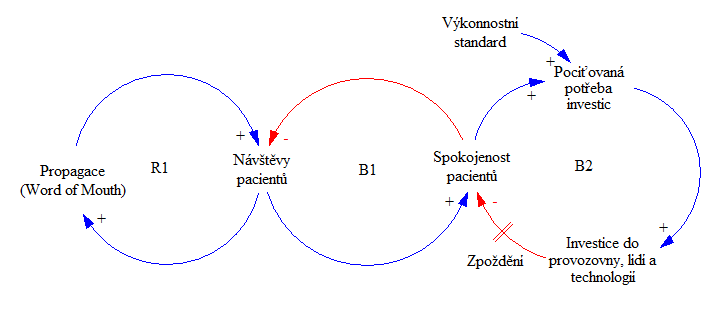
Růst a nedostatečné investice příklad soukromé ordinace

### Řešení
Jak předejít struktuře Růst a nedostatečné investice:
- Identifikovat blokující vzorce chování mezi kapacitou investic a měřením výkonnosti.
- Zkrátit prodlevy mezi tím, když výkon klesá a když přichází dodatečná kapacita (zejména vnímání zpoždění o potřebě investovat).
- Rozhodovat o klíčových investicích podle vnějších signálů, ne podle standardů odvozených z minulé výkonnosti.

Jak danou situaci řešit:
- Vyčíslit a minimalizovat zpoždění.
- Identifikovat souvisejících nedostatky kapacit. Získávají jiné části systému příliš pomalu prospěch z přidané kapacity?
- Vyhnout se předpokladům z minulosti, které řídí rozhodnutí o kapacitních investicích v budoucnosti.
- Hledat různé investiční vstupy, nové pohledy na produkty, služby a požadavky zákazníků.